# Tourismuswissenschaft
Die Tourismuswissenschaft existiert als Wortschöpfung erst seit Beginn der 1990er-Jahre. Der Begriff ist noch nicht etabliert und es ist umstritten, ob es eine eigene Tourismuswissenschaft gibt oder ob man nicht eher von Tourismuswissenschaften mit verschiedenen Erklärungsansätzen oder Teilwissenschaften wie Tourismussoziologie, Tourismusgeschichte, Tourismusgeographie oder Tourismusökonomie sprechen sollte.

## Fremdenverkehrswissenschaft
Der Begriff Tourismuswissenschaft erscheint neu, jedoch soll dadurch nicht der Eindruck erweckt werden, dass eine wissenschaftliche Diskussion über den Fremdenverkehr erst seit Beginn der 1990er-Jahre stattfand. Bereits 1929 hatte sich Robert Glücksmann in seinem Berliner Institut mit Fragen des Fremdenverkehrs beschäftigt (vgl. Geschichte der Tourismusforschung). Glücksmann wird heute als ein Mitbegründer der modernen Fremdenverkehrswissenschaft bezeichnet. Jedoch stand auch noch nach dem Krieg die Fremdenverkehrswissenschaft auf wackeligen Beinen; Kritiker bezweifelten, dass es überhaupt eine selbstständige Fremdenverkehrswissenschaft geben könne.
Die Kritiker setzen – und zwar logisch durchaus berechtigt – meist schon beim Fremdenverkehrsbegriff an. Tatsächlich stünde eine Wissenschaft auf schwachen Beinen, wenn sie nicht einwandfrei umrissenes, mit Eigenleben erfülltes Erkenntnisobjekt zu stützen vermöge (Hunziker). Aber auch E. Spatt behandelte 1975 das Thema Die Fremdenverkehrslehre als Wissenschaft und kam zum Ergebnis, dass sich diese Frage nur vom Erkenntnisobjekt her beantworten lasse. Denn im Erkenntnisobjekt vereinigt sich gleichsam der gesamte erlebte und erfahrene Sachverhalt eines Daseinsbereiches, soweit er sich nach einheitlichen Gesichtspunkten einordnen lässt. Erst seit Beginn der 1990er Jahre beginnt die Fremdenverkehrswissenschaft mit sich selbst unzufrieden zu werden, wird sensibel für ihre Begrenztheit und sucht nach Wegen, die zu einer breiter fundierten Tourismuswissenschaft führen (vgl. Spode). Manche Autoren titelten sogar: „Der Fremdenverkehr und damit auch seine Lehre haben ausgedient, sind nicht mehr modern und auch nicht mehr adäquat“ (vgl. M. Schäfer). Die damalige Fremdenverkehrswissenschaft war von einer stark wirtschaftswissenschaftlichen Sichtweise geprägt, da sich nunmehr mehrere wissenschaftliche Disziplinen des Tourismus annahmen, wurde es Zeit für eine Weiterentwicklung. Die Entwicklung der heutigen Tourismuswissenschaft konnte beginnen.

## Etablierung der Tourismuswissenschaft
Allgemein wird im Tourismus, vor allem in Deutschland, die immer noch vorhandene Wissenschaftsferne kritisiert, während weltweit die Tourismuswissenschaft und -forschung im akademischen und gesellschaftlichen Bereich einen hohen Stellenwert hat, ist die Tourismuswissenschaft in der deutschen Forschungslandschaft deutlich unterrepräsentiert. Die erste universitäre Forschung und Lehre im Fremdenverkehr fand allerdings schon um 1930 in Berlin statt. An deutschen Universitäten fungiert Tourismuswissenschaft heute hauptsächlich als Teilgebiet der Betriebswirtschaftslehre (Uni Lüneburg, Uni Rostock, Uni Dresden, Uni Trier) oder der Geographie (Uni Paderborn, Uni Greifswald, Uni Trier, Uni Eichstätt, Uni Kiel, Uni Göttingen, Uni Aachen), hauptsächlich wird sie aber sehr praxis- und anwendungsorientiert an den Fachhochschulen vermittelt. Im Jahr 1993 wurde von Hahn und Kagelmann das wegweisende Handbuch zur Tourismuswissenschaft (Tourismuspsychologie und -soziologie) herausgegeben. Ab diesem Zeitpunkt fand in Deutschland die Diskussion um eine Etablierung der Tourismuslehre als Wissenschaft (Tourismuswissenschaft) statt.
„Viele Tourismuswissenschaftler bezweifeln, dass es überhaupt möglich ist, eine allgemeine Tourismuswissenschaft wissenschaftstheoretisch zu etablieren.“ (Kulinat 2003)
So lasse sich z. B. nach Nahrstedt die Tourismuswissenschaft wie folgt entwickeln:
- Tourismusforschung in bestehenden Disziplinen (z. B. Geographie des Tourismus, Wirtschaftswissenschaften des Tourismus, Geschichte des Tourismus usw.)

- Interdisziplinäre Tourismusforschung in Kooperation mehrerer Disziplinen.

Diese Entwicklung hat auch bereits stattgefunden, Weiterbildungsstudiengänge, z. B. Tourismus (Uni Berlin) oder bis ca. 1997 das Weiterbildungsstudium Tourismuswissenschaft an der Universität Bielefeld wurden interdisziplinär gelehrt, d. h., dass mehrere wissenschaftliche Disziplinen an der Tourismusausbildung beteiligt sind und den Tourismus aus der Sicht der jeweiligen Wissenschaft untersuchen z. B. die Soziologie, Psychologie, Geschichtswissenschaft, Wirtschaftswissenschaft, Rechtswissenschaft, Geographie oder auch die Pädagogik. An der Fachhochschule Eberswalde wurde der Studiengang „Nachhaltiger Tourismus“ eingeführt, der ebenfalls interdisziplinär angelegt ist.
- Tourismuswissenschaft: Tourismusforschung auf Grund eines einheitlichen wissenschaftlichen Paradigmas für den Gegenstand Tourismus als Gesamtphänomen. Diese Perspektive steht noch zur Diskussion. Zwar unterbreiten viele Wissenschaftler Vorschläge für ein Paradigma, jedoch wurde noch kein Paradigma gefunden, das von allen Wissenschaftlern akzeptiert bzw. mit deren wissenschaftlichen Disziplinen vereinbar wäre.

Krippendorf meint hierzu: Mehr qualifizierte Forschung ist dringend notwendig, aber eine eigene Tourismuswissenschaft oder Tourismologie, brauchen wir dazu nicht. Die Methoden anderer wissenschaftlicher Disziplinen sind völlig ausreichend, um den Tourismus zu untersuchen.
Auch Hansruedi Müller spricht sich gegen eine eigenständige Tourismuswissenschaft aus, denn diese könnte nur dort existieren, wo der Tourismus in seiner Gesamtheit bzw. in einzelnen Problembereichen ganz spezifische Aspekte aufweist, die mit Hilfe anderer Wissenschaften nicht zu analysieren wären (Vgl. Müller: Freizeit und Tourismus 2002.). Eine Tourismuswissenschaft könne nur existieren wenn sie sich:
- durch Isolierung vom Begriff her (mit genau abgrenzbaren, messbaren, problemorientierten und zeitabhängigen Definitionen) oder

- durch Isolierung vom systemtheoretischen Ansatz her (Zusammenfassung der wissenschaftlich relevanten Elemente und Merkmale) von anderen Wissenschaften abgrenzen lasse.

Da momentan diese Anforderungen an eine Tourismuswissenschaft noch nicht erfüllt sind, lautet die Definition der Tourismuswissenschaft von Müller wie folgt:
Wir verstehen somit die Tourismuswissenschaft als angewandte Wissenschaft. Die Grundlagen für die Erkenntnisse beziehen wir aus verschiedenen Wissensgebieten. (Vgl. Müller: Freizeit und Tourismus. Eine Einführung in Theorie und Politik. 2002.).
Das, was wir heute an den Fachhochschulen und Universitäten finden, ist eine so genannte additive Tourismuswissenschaft, bei der die einzelnen wissenschaftlichen Disziplinen weitgehend unverbunden nebeneinander stehen.
Pompl kritisiert, dass es sich bei so einer Tourismuswissenschaft um keine eigene Wissenschaft, sondern wissenschaftstheoretisch lediglich um einen klassifikatorischen Oberbegriff handele, der zur Begründung und Existenz einer eigenen Tourismuswissenschaft eines eigenen Paradigmas (Weltbilds) bedürfe.
Ein Ziel sollte es sein, die Tourismuswissenschaft als eigenständige akademische Institution (Fakultät, Institut) etc. einzurichten. Da die Probleme des Tourismus, aber eine Vielzahl von verschiedenen Wissenschaftsdisziplinen tangiert, müsste die Integrationskraft, einer solchen Institution unheimlich groß sein (vgl. Meder 1999). Als potentiell zu vereinende Wissenschaft, nennt Meder: Die Wirtschaftswissenschaften (Betriebswirtschaftslehre und Volkswirtschaftslehre), die Geographie, Geschichtswissenschaft, Soziologie, Freizeitpädagogik und Kulturarbeit, die allgemeine Zeit- und Freizeitwissenschaft, die Biologie und Ökologie, Verkehrswissenschaft, die Politikwissenschaft, die Psychologie, die Rechtswissenschaft, die Gesundheitswissenschaft, Medien- und Designwissenschaft, die Informationswissenschaft und Logistik, sowie Bauingenieurswesen und Architekturwissenschaft (vgl. Meder 1999). Ob diese Aufzählung schon komplett ist, darf bezweifelt werden, so könnten z. B. noch die Kulturwissenschaft, Medizin oder die Raumplanung einen Beitrag zur Tourismuswissenschaft leisten. Für Meder stellt sich nun die Frage, wie all diese Disziplinen vereinigt oder sogar ein (studierbaren) Studiengang unter dem Label „Tourismuswissenschaft“ realisiert werden kann. Für Meder ist das Problem der Tourismuswissenschaft nicht der Veranstalter und auch nicht der Reisende sowie die Reise an sich; das Problem ist die gemeinsame Sache unserer Lebensform im Modus der Mobilität.
Für eine Tourismuswissenschaft als „Wissenschaft“ müssten also eigene Methoden und ein Paradigma entwickelt werden, dies wird jedoch voraussichtlich noch einige Jahre dauern. Daher gibt es noch keine „echte Tourismuswissenschaft“, sondern nur eine so genannte additive Tourismuswissenschaft. Die bestehenden wissenschaftlichen Disziplinen müssen ausreichen, um den Tourismus zu analysieren. Sollte es jedoch Probleme und Fragestellungen geben, die mit den Instrumenten der anderen Wissenschaften nicht zu lösen sind, wäre eine eigene Tourismuswissenschaft notwendig. Der Tourismus ist also noch keine Wissenschaft, sondern ein Forschungsobjekt oder Forschungsgebiet.

## Disziplinen der Tourismuswissenschaft
Hinter dieser Überschrift könnte eigentlich auch ein Fragezeichen stehen, denn wie so oft, herrscht auch bei dieser Frage Uneinigkeit bei den Tourismusforschern. Für den Diplom-Psychologen Heinz Hahn, ist die Tourismuswissenschaft eine integrative Wissenschaft, also keine konstitutive Wissenschaft, die von vier zentralen Disziplinen getragen wird. Als diese zentralen Disziplinen nennt Hahn die Soziologie, die Ökonomie, die Geographie und die Pädagogik (vgl. Hahn in Tourismuswissenschaft 1994). Die Psychologie ist nach Hahns Ansicht nur eine Hilfswissenschaft zur Tourismuswissenschaft. Ein Jahr zuvor (1993) werden in dem ebenfalls von Hahn zusammen mit Kagelmann veröffentlichten Buch Tourismuspsychologie und -soziologie acht Disziplinen als Disziplinen der Tourismuswissenschaft genannt, dies sind; die historische Tourismusforschung, Tourismusanthropologie, Tourismussoziologie, Tourismusökonomie, Geographie des Freizeit- und Fremdenverkehrs, Kulturanthropologie des Tourismus, Tourismuspädagogik, Freizeitpädagogik. Auch der Freizeit- und Tourismusforscher Opaschowski hat eine eigene Vorstellung von der Tourismuswissenschaft, so besteht seine Grafik „Tourismuswissenschaft im Überblick“ aus:
- Tourismusterminologie/Tourismusökonomie
- Tourismustheorie/Tourismuskritik
- Tourismusgeschichte
- Tourismuspsychologie
- Tourismusanalysen
- Tourismusprognosen
- Tourismuspolitik/Tourismusethik

Als grundlegende Disziplinen für eine Tourismuswissenschaft können also nach Opaschowski die Tourismusökonomie, Tourismusgeschichte, Tourismuspsychologie und Tourismuspolitik/-ethik genannt werden. Warum Opaschowski wohl die raumwirksamen Aspekte des Tourismus bzw. die Freizeit- und Tourismusgeographie in dieser Auflage seines Buches ausklammert? In der ersten Auflage (da hieß die Grafik noch Tourismusforschung im Überblick) fügte er noch hinzu, dass andere interdisziplinäre Problem- und Fragestellungen von Soziologie und Ökonomie, Ökologie und Geographie mit im Blick sind, aber nicht isoliert behandelt werden (vergl. Opaschowski: Tourismusforschung 1989). Diese Frage kann hier wohl nicht beantwortet werden. Der Tourismusforscher W. Freyer nennt in seinen Modellen zur Tourismuswissenschaft sechs konstitutive Disziplinen, dies sind die Wirtschaftswissenschaften, Politikwissenschaften, Psychologie, Soziologie, Ökologie und Geographie. Diese Disziplinen bilden den Grundstock zur Tourismuswissenschaft und werden deshalb kurz beschrieben.
Ökonomie (Tourismusökonomie: Mikro- und Makroökonomie des Tourismus, BWL des Tourismus)
- Angebot und Nachfrage von bzw. nach touristischen Produkten
- Auswirkungen des grenzüberschreitenden Reiseverkehrs
- Brutto- und Nettowertschöpfung des Tourismus
- Berechnungen zu ökonomischen Effekten
- Kosten-Nutzen-Analysen
- Analyse des touristischen Angebots – Barrierefreier Tourismus, Seniorentourismus, Reisen für Alle – (vgl. Wilken 2016)
- Analyse der touristischen Nachfrage/Märkte
- Methoden des Marketing und Management

Soziologie (Tourismussoziologie)
- Übertragung der gewonnenen Ergebnisse der allgemeinen Soziologie, z. B. über das Wesen des Sozialen, über die Sozialität des Menschen, über soziale Strukturen und Prozesse auf den Tourismus. (Vester: Die soziale Organisation des Tourismus. In: Tourismus-Journal. 2. Jg., 1998)
- Beschreibung und Erklärung der gesellschaftlichen und kulturellen Erscheinungen und Ursachen des Tourismus. (Vester, Beitrag Tourismussoziologie in Hahn/Kagelmann S. 36)
- Die Soziologie untersucht den Tourismus in seiner gesellschaftlichen Dimension, wie Gruppenaktivitäten, Sozialordnungen, gesellschaftliche Werte (und ihren Wandel), Organisation, Bürokratie usw. (Freyer, Grundlagen der Tourismuswirtschaft für den Kulturtourismus, Skript der Fern-Universität Hagen)
- gesellschaftliche Steuerfaktoren des Tourismus
- Reiseverhalten sozi-demographischer Gruppen
- Entwurf von Reisemotiv-Theorien

Nach Bachleitner (Tourismussoziologie oder zur Soziologie des Reisens) hat eine Tourismussoziologie die vorrangige Aufgabe:
- die gesellschaftlichen Rahmenbedingungen, die für die Tourismusgenese entscheidend sind, zu identifizieren und zu analysieren
- die Effekte des Reisens auf Reisende (= Reisesozialisationsprozesse), Bereiste und die im Dienstleistungssektor Tätigen zu untersuchen sowie die daraus resultierenden interaktiven Prozesse auf Kultur-, Raum- und Zeitebene zu beleuchten (= kulturelle, soziale, ökonomische und ökologische Touristifizierungsprozesse); daraus resultiert insgesamt
- die Theorieentwicklung vor allem im Zusammenhang mit der Ausdifferenzierung des Systems Tourismus zu forcieren, da die Erklärungsansätze für Tourismus über seine konkreten Erscheinungsformen erfolgversprechender sein dürften als nur über individuelle Motivationen (Fluchtheorien vs. Explorationstheorien)

Psychologie (Tourismuspsychologie)
- Reisemotive (Einflüsse, Motivgruppen, …)
- Reiseentscheidungen (Steuerfaktoren, Ablauf)
- Reisezufriedenheit (Bewertung, Ratings)
- Umweltwahrnehmung der Touristen
- Tourismuspsychologie kann und muss etwas beitragen zur Analyse der humanen, der sozialkulturellen und ökonomischen Bedingungen für Mobilität
- Konzepte z. B. Crowding, Behavior Setting, Territorialität und deren Anwendbarkeit auf den Tourismus
- Reisen als Mittel symbolischer Selbstergänzung

Geographie (Tourismusgeographie)
- Geographie erfasst die Raumwirksamkeit des Tourismus
- Bewertung von Landschaften, Klimatologie
- räumliche Voraussetzungen für Erholung und Tourismus
- räumliche Differenzierung des Angebots (Freizeit- bzw. Tourismusattraktionsfaktoren)
- räumlich differenzierte Verteilung der Nachfrage (Freizeit- bzw. Erholungssuchende)
- Erreichbarkeit
- Quell- und Zielgebiete
- räumliche Auswirkungen von Tourismus

Nach Reinhard Bachleitner (Tourismussoziologie oder zur Soziologie des Reisens) nimmt die Geographie eine Zwischenstellung in der Bedeutungspositionierung der sozialwissenschaftlichen Forschungsbemühungen ein, da sie sowohl kulturgeographische als auch sozialgeographische Ansätze mit raumspezifischen und humanökologischen Aspekten im Tourismus verbindet.
Ökologie (Tourismusökologie)
- Umweltbelastung durch Tourismus
- sanfter Tourismus, ökologischer Tourismus, nachhaltiger Tourismus, Tourismus mit Einsicht
- Umweltgestaltung des Tourismus
- Sustainable tourism

Politikwissenschaft (Tourismuspolitik)
- Erklärungen für die politischen Aktivitäten im Tourismus
- Tourismusförderung
- Verordnungen im nationalen Reiseverkehr
- Schaffung der Infrastruktur und den Rahmen für den Tourismus

In der Zwischenzeit, versucht auch die Kulturwissenschaft, sich auf dem Gebiet der Tourismuswissenschaft zu etablieren. So wurde z. B. in dem Buch Reisen und Alltag, Beiträge zur kulturwissenschaftlichen Tourismusforschung versucht, einen eigenständigen Beitrag der Kulturwissenschaft im Feld der inzwischen von vielen Disziplinen betriebenen Tourismusforschung zu unterstellen. Auch H. Müllermeister stellt in seinem Artikel Der Beitrag der Kulturanthropologie zur Tourismuswissenschaft nachfolgende Überlegungen an. Einer der gängigen Einwände gegen eine Tourismuswissenschaft sei das Argument, der Tourismus sei nun einmal ein komplexer Forschungsgegenstand, mit dem sich verschiedene Fachleute aus unterschiedlichen Disziplinen beschäftigen müssen, jeder mit seinen Werkzeugen und Methoden. Für einen einzelnen Wissenschaftler, einen Tourismuswissenschaftler also, der ja zwangsläufig ein universeller Dilettant sein müsse, sei die Materie viel zu kompliziert (vgl. Müllermeister 1998). Dieses Argument klingt zwar eindrucksvoll, ist aber nach Müllermeister nicht geeignet, einen Ethnologen zu überzeugen. Denn ein Volkskundler müsse sich ja auch mit verschiedenen Völkern, deren Wirtschaftsweise, die Rechtsordnung, der Kunst usw. beschäftigen. Könnte dies der Tourismuswissenschaftler auch? Der kulturwissenschaftliche Ansatz in der Tourismusforschung ist nicht neu, bereits 1942 verfolgten Hunziker und Krapf, eine breite kulturwissenschaftliche Erforschung des Fremdenverkehrs (vgl. Geschichte der Tourismuswissenschaft).

## Paradigma einer Tourismuswissenschaft
Der Geschichtswissenschaftler und Soziologe Hasso Spode (in Auf dem Weg zu einer Theorie des Tourismus 1998) stellt folgende Anforderungen, welche für die Etablierung der Tourismuswissenschaft als eigene Wissenschaft erfüllt sein müssen:
Seine Überlegungen stützen sich auf formale Anforderungen die Makrotheorien erfüllen müssten, so müssten sie:
- holistisch sein, d. h., sie müssten die potentielle Fähigkeit besitzen, soziale, ökonomische und psychologische Aspekte als Synthese zu erfassen.
- dynamisch sein, d. h., den Wandel der Erscheinungsform erklärbar machen
- komparatorisch sein.

Der Mitbegründer der modernen Fremdenverkehrswissenschaft, Paul Bernecker hält die Grundlagenforschung im Tourismus für abgeschlossen, diese Meinung kann Spode allerdings nicht teilen. Nach Spode ist Grundlagenforschung erst nach Ableitung eines anerkannten wissenschaftlichen Paradigmas möglich. Doch dazu müsste erst einmal die Makrotheorie operationalisiert werden, indem Grundfragen sowie basale Annahmen/Axiome ausgewählt werden, und diese auf ihre logische Konsistenz geprüft werden. So müssten Messverfahren entwickelt und abgeleitete Hypothesen gebildet werden. Wenn all diese nicht geschieht, so bleibt nach Spode die Fremdenverkehrslehre eine Kunstlehre. Eine Kunstlehre liefert nur Theorien von kurzer Reichweite die als „Gebrauchsanweisung“ verstanden werden können. Während die Wissenschaft Theorien gebraucht, um Warum-Fragen zu stellen, will die Kunstlehre mit Hilfe von Theorien Wie-Fragen beantworten.
Der Entwicklung einer einheitlichen Tourismuswissenschaft steht die isolierte Auseinandersetzung der einzelnen Disziplinen mit dem Phänomen Tourismus gegenüber. Verschiedene Wissenschaftsdisziplinen analysieren den Tourismus aus Sicht der jeweiligen Mutterwissenschaft, es besteht kein allgemein akzeptierter Bezugsrahmen, in den das durch Einzelforschung erworbene Wissen in einen theoretischen Zusammenhang gebracht wird. Die bisherige Beschäftigung mit dem Tourismus ist deshalb fast immer eine Perspektivenwissenschaft – so analysiert z. B. die Soziologie das Reiseverhalten von soziodemographischen Gruppen, die Geographie erfasst die Raumwirksamkeit des Tourismus und die Ökonomie beschäftigt sich mit Angebot und Nachfrage von bzw. nach touristischen Produkten usw.
Um sich als wissenschaftliche Disziplin zu legitimieren, benötigt jede Wissenschaft zumindest zweierlei: einen bestimmbaren und abgrenzbaren Forschungsgegenstand und ein Erkenntnisinteresse (P. Schimany: Tourismussoziologie … eine vorläufige Zwischenbilanz). Bisher ist es allerdings noch nicht gelungen, die Tourismuswissenschaft als eigenständige Disziplin zu etablieren, denn es liegt zwar ein gemeinsames Forschungsobjekt (die Reise, bzw. das Phänomen der Ortsveränderung und die damit zusammenhängenden Beziehungen zwischen Menschen, Institutionen usw.) aber keine der Disziplin eigene Methode vor. Der Tourismuswissenschaft fehlt die Bestimmung eines gemeinsamen wissenschaftlichen Weltbildes (Paradigma) mit dem sich alle Fachrichtungen identifizieren können. So schlägt z. B. Pompl die Anwendung der Systemtheorie auf den Tourismus als ein solches Paradigma vor. Auch Kulinat sieht in der Systemtheorie eine mögliche Tourismustheorie, welche möglichst alle Aspekte des Tourismus berücksichtigt (Kulinat: Tourismusnachfrage: Motive und Theorien. S. 102). Doch leider ist es bisher noch nicht hinreichend gelungen, die Systemtheorie für eine allgemeine Tourismuswissenschaft wissenschaftstheoretisch zu etablieren (vgl. Kulinat).
Auch der Soziologe Vester schlägt die Systemtheorie und mehrere andere Tourismustheorien vor, jedoch kann keine als allgemeines Paradigma befriedigen. W. Freyer 1995 schlägt den Begriff der Reise vor, jedoch würde dieses Paradigma den Tourismus nicht in seiner Gesamtheit erfassen. So ist in Freyers Ansatz ein großer Teil des Umfelds des Tourismus ausgeklammert (z. B. Gastgewerbe, Vergnügungsbetriebe). Meder (1999, S. 120) sieht die ganze Komplexität des Marktsektors „Tourismus“ „nur in der Einheit des Problems der Mobilität in der Freizeit bzw. mit Bezug auf die Freizeit“ erfassbar (vergl. M. Schäfer 2003). Diese Definition umfasst zwar zwei der wesentlichen Bestandteile (Mobilität und Freizeit) des Tourismus, vergisst aber die agierenden Personen und Institutionen im Tourismus.
Nahrstedt schlägt vor ein Paradigma der Tourismuswissenschaft in Anlehnung der Tourismusdefinition bzw. des Tourismusbegriffs der WTO zu entwickeln. Der Vorschlag von Nahrstedt „Ortswechsel einer Person auf Zeit mit einem bestimmten Zweck“ ist wesentlich zu ungenau, denn er erfasst nur die reisende Person, den Touristen, und lässt die Beziehungen am Urlaubsort außen vor. Wegner-Spöring (1991) sieht schließlich einen „Paradigmenwechsel in Richtung Erlebnisqualität.“ Es sind also sowohl die Vorschläge für ein Paradigma in der Tourismuswissenschaft als auch die herkömmlichen Theorieangebote (vgl. Vester 1999) unzulänglich, um die Phänomene des Tourismus zu erklären und verständlich zu machen (M. Schäfer 2003).

## Aktueller Stand der Tourismuswissenschaft
In einer Sache ist sich die touristische Wissensgemeinde einig: Um der Gesamtheit des Phänomens adäquat zu begegnen, muss Tourismus als wissenschaftliches Forschungsgebiet multidisziplinär bearbeitet werden und darf nicht einseitig einzelnen Fachrichtungen überlassen werden (M. Schäfer: Der Weg zu einer Tourismuswissenschaft). Folgende Positionen der Tourismuswissenschaft werden immer noch diskutiert:

## Additive Tourismuswissenschaft
Die Fragestellungen des Tourismus werden als Teildisziplinen anderer Wissenschaftszweige gesehen.
Verschiedene Teildisziplinen analysieren den Tourismus in der jeweiligen Tradition der Mutterdisziplin. Aus der Sicht der jeweiligen Teilwissenschaft wird das Phänomen Tourismus mit unterschiedlichen Fragestellungen und Zielsetzungen analysiert. Es werden keine eigenständigen Methoden entwickelt und es gibt kein einheitliches Erkenntnisobjekt. Bei additiven Tourismustheoriemodellen, werden die Betrachtungen der jeweiligen Einzelwissenschaften zu einem Gesamtmodell zusammengefügt bzw. addiert. Wissenschaftstheoretisch ist dieser Ansatz dem Reduktionismus zuzuordnen (vgl. Freyer: Tourismus-Ökonomie oder Ökonomie des Tourismus).

## Die Tourismuslehre als eigener Wissenschaftszweig
Als Ausgangspunkt für eine eigenständige Tourismuswissenschaft dienen die Wesenselemente und Besonderheiten des Tourismus. Hierzu zählt der vorübergehende Ortswechsel von Personen und die Beziehungen zu Menschen und Institutionen am Urlaubs- oder Zielort bzw. der Ortswechsel, der Zeitaspekt, die Motive der Reise, bzw. das Gesamtphänomen Tourismus.
Die Tourismuswissenschaft stellt eine „Dachwissenschaft“ dar, das Phänomen Tourismus wird vor diesem Hintergrund analysiert und die einwirkenden Wissenschaftsdisziplinen leisten als sog. „Hilfswissenschaft“ einen Beitrag zur „Allgemeinen Tourismuslehre“. Diese eigenständige Tourismuswissenschaft stellt quasi eine „Über-“ oder „Meta-Theorie“ mit einer einheitlichen Methode, die auch zu entsprechenden Ausformulierung von eigenständigen Teildisziplinen der Tourismuswissenschaft wie z. B. Tourismussoziologie, Tourismuspsychologie oder Tourismusökonomie führt dar (vgl. Freyer, Tourismus-Ökonomie oder Ökonomie des Tourismus).

## Entwicklung der Tourismuswissenschaft
Mit der Gründung der Deutschen Gesellschaft für Tourismuswissenschaft und des INIT-Forschungsinstitut für interdisziplinäre Tourismuswissenschaften an der Universität Salzburg lässt sich in Ansätzen eine Zusammenführung der einzelnen Fachdisziplinen zu einer multidisziplinären Tourismuswissenschaft erkennen.
Bei der Deutschen Gesellschaft für Tourismuswissenschaft handelt es sich um eine Vereinigung von Vertretern der Universitäten, Fachhochschulen und anderer tourismuswissenschaftlicher Vereinigungen. Zu den Zielen zählt z. B. die wissenschaftliche Auseinandersetzung mit Fragen des Tourismus und zur Etablierung einer interdisziplinären Tourismuswissenschaft beizutragen.
Das INIT besteht aus einem Zusammenschluss von Kultursoziologen, Kommunikationswissenschaftlern, Psychologen und Geschichtswissenschaftlern, welche sich das Ziel gesetzt haben, den Tourismus ganzheitlich zu erfassen und bei der Konzeption und Entwicklung eines 'nachhaltigen' Tourismus mitzuwirken.
An der Universität Lüneburg wurde mit Prof. Wöhler im Fachbereich Kulturwissenschaften die Professur „angewandte und empirische Tourismuswissenschaft“ besetzt bzw. geschaffen. Denn diese Universität hatte erkannt, dass sich die Dynamik des Tourismusgeschehens schon längst nicht mehr auf einen Aspekt zurückführen lässt. Denn gleich welche tourismusbedingten Gegenstände und Erscheinungen diskutiert bzw. analysiert werden, es kommen schnell ökonomische, politische, ökologische und soziokulturelle (Wechselwirkungs-)Bedingungen ins Blickfeld. Mit der Professur „Empirische und angewandte Tourismuswissenschaft“ wird der im deutschsprachigen Raum einmalige institutionelle Versuch unternommen, diese Komplexität wenn nicht aufzufangen, so doch zumindest zu bündeln. Zur Erfüllung dieser Aufgabe kann auf eine soziologische und betriebswirtschaftliche (Prof. Dr. Wöhler) sowie eine kulturwissenschaftliche und betriebswirtschaftliche (Mitarbeiter) Ausbildung bzw. Kompetenz zurückgegriffen werden. Vornehmlich in der Forschung, aber auch in der Lehre will die „Empirische und angewandte Tourismuswissenschaft“ darstellen, dass der Tourismus nicht einseitig bzw. eng analysiert und/oder gestaltet werden kann (vgl. Internetseite der Universität Lüneburg).
Im Jahr 2020 wurde das Deutsche Institut für Tourismusforschung als In-Institut an der Fachhochschule Westküste gegründet. Hervorgegangen ist das Deutsche Institut für Tourismusforschung aus dem Institut für Management und Tourismus (IMT). Das Deutsche Institut für Tourismusforschung ist das größte In-Institut im Tourismus an einer deutschen Hochschule.
Daneben besteht in der Soziologie, der Volkskunde und der Geschichtswissenschaft ein wachsendes Interesse am Tourismus. Besonders für die interdisziplinäre „Historische Tourismusforschung“ (Hasso Spode) bietet ein Historisches Archiv zum Tourismus (HAT) an der Technischen Universität Berlin eine wichtige Anlaufstelle.
An der Hochschule Zittau/Görlitz wird die Tourismuswissenschaft unter anderem mit dem Schwerpunkt Kulturtourismus im Rahmen der Bachelor- und Masterstudiengänge erforscht.
Aus diesen Beispielen lässt sich erkennen, dass interdisziplinäre Tourismusforschung in Kooperation mit mehreren Disziplinen bereits stattfindet, würde jetzt noch Tourismusforschung auf Grund eines einheitlichen wissenschaftlichen Paradigmas betrieben, so könnte man von einer „echten“ Tourismuswissenschaft sprechen.